# 삼성 갤럭시 플레이어 4.0
삼성 갤럭시 플레이어 4.0(Samsung GALAXY player 4.0) 혹은 삼성 갤럭시 S 와이파이 4.0(Samsung GALAXY S WiFi 4.0)는 삼성전자에서 2011년 2월 18일에 출시한 안드로이드 PMP이다.
외관과 사양이 갤럭시 S와 유사하다.

## 사진

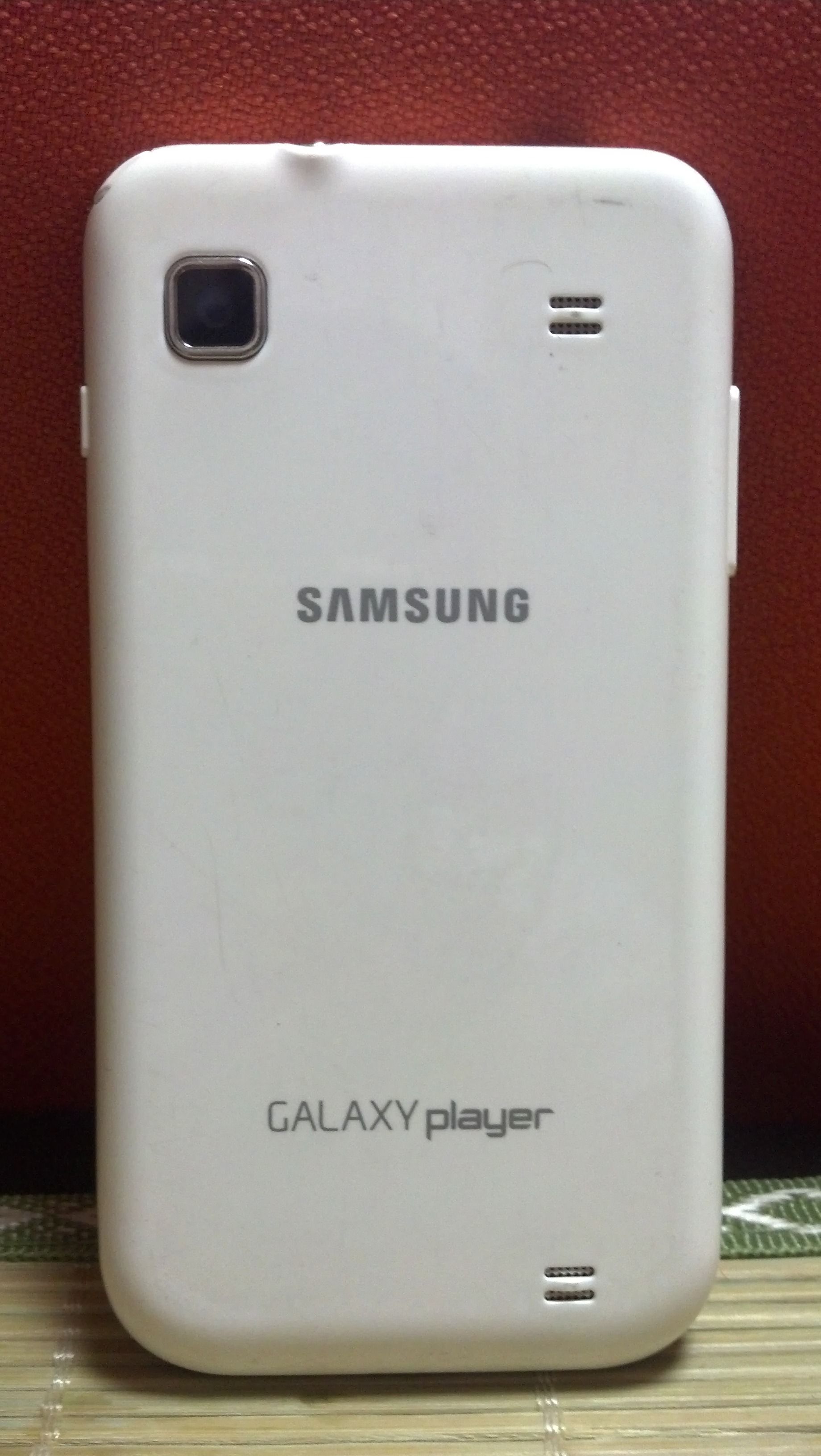
대한민국판의 뒷면

## 경쟁 기종
- 아이팟 터치 4세대

## 같이 보기
- 삼성 갤럭시 S
- 삼성 갤럭시 플레이어 50
- 삼성 갤럭시 플레이어 5.0